# Marktsteeg
De Marktsteeg is een smal straatje in de binnenstad van de Nederlandse stad Leiden, met aan weerskanten voormalige fabriekspanden. Het straatje vormt een verbinding tussen de Oude Singel en de Lammermarkt.

## Beschrijving
De Marktsteeg dankt zijn ontstaan aan de Stadsuitleg van 1611, de eerste grote stadsuitbreiding van Leiden na de Middeleeuwen naar een plan van landmeter Jan Pieterszoon Dou. De Marktsteeg heette oorspronkelijk de Prinsensteeg. Die naam is bekend vanaf 1631. Pas in 1904 werd de naam gewijzigd en vernoemd naar de Lammermarkt.
De bij de stadsuitbreiding ontstane nieuwe wijk moest voorzien in de sterk gegroeide behoefte aan woonhuizen. Er vestigden zich hier veel ambachtslieden, zoals textielververs, brouwers, vleeshouwers en pottenbakkers. In die tijd combineerde men wonen en werken op hetzelfde adres. Pas met de industriële revolutie werden wonen en werken gescheiden en ontstonden onder andere aan de Marksteeg grote fabriekscomplexen.
De panden aan de Marksteeg 4-8 werden in 1850 gebouwd voor en door de Tras- en Pleisterfabriek van Paternotte. In 1886 bouwde de N.V. Fabriek van Wollen Dekens v/h J. Scheltema Jzn., die al sinds 1817 aan de andere kant van de Marktsteeg gevestigd was,  een fabriekspand aan de Marktsteeg 10 op de plaats van twee smallere percelen en nam ook de panden Marktsteeg 4-8 over. De panden aan beide zijden van de Marktsteeg zijn lange tijd met elkaar verbonden geweest door middel van een inmiddels afgebroken luchtbrug. De dekenfabriek stond goed aangeschreven, maar toen de industriële revolutie op gang kwam raakte het bedrijf achterop. Het werd daarop in 1893 overgenomen door Cornelis Wassenaar, die zorgde voor een ingrijpende renovatie. Vanaf 1913 maakte het bedrijf steeds meer gebruik van elektromotoren voor het spinnen, weven, ruwen, vollen, wassen en andere fases van het productieproces. Wassenaar was ook verantwoordelijk voor het plaatsen van de fabrieksgevel aan de Oude Singel.
Vrij onverwacht kwam het einde voor de fabriek in 1958, doordat orders uitbleven en het bedrijf geen reserves had om de daling in de vraag op te vangen. In 1960 werden onbewoonbare panden achter Marksteeg 10 afgebroken. Op de vrijgekomen plek tussen Marktsteeg en Lange Scheistraat werd een nieuwe hal gebouwd voor de firma De Nobel, die hier en in de gebouwen Marktsteeg 4-8 een handel in lompen en oude metalen vestigde. Die situatie duurde tot 1987. Het pand is aangewezen als beschermd gemeentelijk monument, maar vanwege de nieuwbouw van een muziekcentrum bleef alleen de gevel aan de Marksteeg behouden. Sinds december 2014 is hier Gebr. De Nobel gevestigd.
Aan de rechterzijde van de Marktsteeg domineert nog steeds het pand waar van 1817-1958 de N.V. Fabriek van Wollen Dekens v/h J. Scheltema Jzn. gevestigd was en waarin sinds 2006 na een renovatie het (cultureel centrum) Scheltema Complex is ondergebracht. 